# Asklepios. Burgess Hill
Asklepios. Burgess Hill (abreviado Asklepios) es una revista con ilustraciones y descripciones botánicas que es editada en Epsom. Se publica desde 1981 hasta ahora. Fue precedida por Asclepiadaceae; Official Organ of the Asclepiadaceae Society.